# The Frontier Index

The Frontier Index était l'un des très nombreux journaux de la Conquête de l'Ouest, qui avait choisi d'adopter un profil itinérant, en suivant la construction du chemin de fer, s'installant de ville en ville pour être sûr de rester sur la « Frontière sauvage », près du télégraphe, des nouvelles fraîches et du chantier sur lequel travaille des milliers d'ouvriers.

## Histoire
Peu après la fin de la guerre de Sécession, deux frères, Legh et Frederick Freeman, quittent le comté de Culpepper en Virginie, pour s’installer à Fort Kearney, dans le Nebraska, où l’Union Pacific commence à poser ses rails. Ils récupèrent les machines à imprimer laissées par des Mormons près de la Wood River dans le Nebraska et décident de s’en servir pour fonder un journal. Les deux journalistes improvisés décident ensuite que leur publication sera vagabonde, en suivant les camps de construction, du Nebraska, vers le Colorado, le Wyoming et l’Utah. Dans l’édition du 19 juin 1877, dans l’Utah, le journal raconte la naissance du Frontier Index. La production est fragilisée par les déménagements incessants, mais elle bénéficie de l’accès direct au télégraphe, le long de la Conquête de l’Ouest, la voie ferrée étant jugée la meilleure artère du commerce possible.
Les dates de publication sont erratiques et il est arrive au journal de publier deux éditions dans la même journée en deux lieux différents. Il s’installe successivement dans treize gares terminales desservies par l’Union Pacific: Fort Kearney, North Platte, Julesburg, Cheyenne, Fort Sanders, Fort Laramie, Green River, Ogden, Bear River City, Butte (Montana), Thompson Falls, Yakima et Gibraltar.